# Lijnbaansgracht (schip, 1988)
De Lijnbaansgracht is een vrachtschip uit 1988. De eigenaar was de rederij Spliethoff en de thuishaven was de haven van Amsterdam.
Het is verkocht en voer daarna onder de naam Corn Rose., later als Danny Rose.